# Поверхность Хиршфельда
Поверхность Хиршфельда — математическое понятие, описывающее характер взаимодействия молекул (в том числе заряженных молекул и сложных многоатомных ионов) между собой, в отличие от химических связей, описывающих взаимодействие внутри молекул. Один из современных подходов, используемых для описания молекул в современной кристаллографии.
Данный подход представляет собой попытку выйти за рамки существующей парадигмы — межъядерных расстояний и углов, диаграмм упаковки кристаллов с молекулами, представленными с помощью различных моделей, и идентификация тесных контактов, которые считаются важными, а рассматривать молекулы как «органическое целое», тем самым принципиально заменив обсуждения частных межмолекулярных взаимодействий (включая силы Ван-дер-Ваальса, водородные связи, пи-стэкинг, дисперсионные силы и др.) на беспристрастную идентификацию и количественную оценку совокупности всех коротких контактов (сохранив возможность разделения этих взаимодействий по их типам). Особое значение такой подход может иметь для биомолекул. Доступное описание метода приведено в учебнике.
Поверхность Хиршфельда (ПХ) возникла в результате попытки определить пространство, занимаемое молекулой в кристалле, с целью разделения электронной плотности кристалла на молекулярные фрагменты. Поверхности Хиршфельда были названы в честь Ф. Л. Хиршфельда. Оригинальная статья Хиршфельда об этом разделении на сегодняшний день привлекла около 800 ссылок, из них более 75 % — за последние пять лет. Он предложил схему разделения электронной плотности в кристалле и весовую функцию для каждого атома в молекуле.
В настоящее время для расчёта поверхности Хиршфельда используется программа CrystalExplorer en:CrystalExplorer.
Некоторые примеры применения поверхности Хиршфельда . Для сравнительно простых молекул поверхность Хиршфельда может быть сгенерирована прямо на сайте журнала Acta Crystallographica Sec.E — Crystallographic Communications, например для катиона морфолиния, пройдя на страницу оригинальной статьи , при нажатии на панели слева кнопки 3D-view, попадаешь на страницу, где имеется опция «сгенерировать поверхность Хиршфельда» и, после выделения желаемого фрагмента, получается следующее изображение:

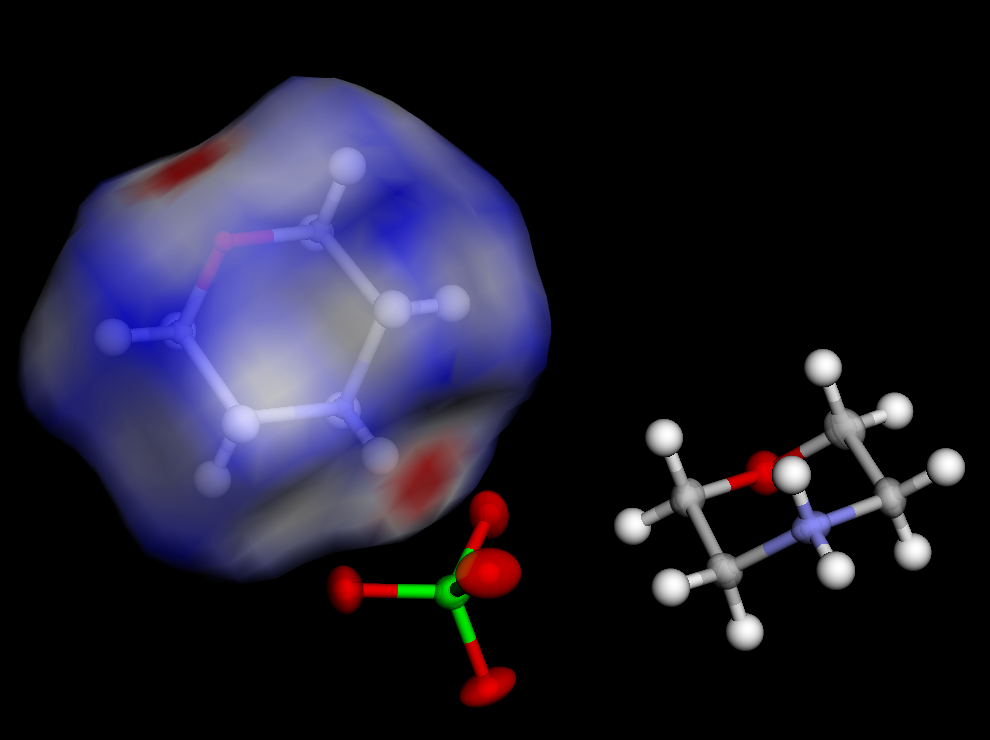
Cation of morpholinium in its perchlorate salt

В программе CrystalExplorer имеется возможность оценить вклады различных видов взаимодействия (стэкинг, водородные связи, вандерваальсовы, дисперсионное и др.) в общий баланс межмолекулярных взаимодействий в рассматриваемой молекуле, или проследить их изменение в ряду молекул. В последнее время в кристаллохимических статьях использование поверхности Хиршвельда стало важным элементом заключительной части исследования.